# Alexander Czoppelt
Alexander L. Czoppelt, (n. 1937) este un scriitor de limba germană, grafician și pictor, originar din Transilvania, România.
A fost al doilea copil al unui pădurar din Transilvania. În 1941, familia s-a mutat în "Reich", în nou anexata regiune Warthegau (care devenise parte a Germaniei), în ceea ce fusese înainte Polonia, de unde a fugit în 1945 din calea trupelor sovietice, dar a stat un an într-un lagăr.
În anul 1947, familia se stabilește în Bavaria.

După anii tulburi ai celui de-al doilea război mondial, Alexander a urmat gimnaziul în Germania, la Ingolstadt.
A studiat apoi filologia și istoria artei la universitățile din München, Innsbruck, Freiburg, Glasgow (Scoția), Würzburg.
După examenul de stat din 1966 a fost profesor de limba germană la Institutul Goethe din Salonic (Grecia) și apoi la Rio de Janeiro (Brazilia).
Din septembrie 1972, a intrat în sistemul de învățământ german, iar în perioada 1977 - 1999 a predat la gimnaziul Herder din Forchheim.
În prezent trăiește în Germania, la Höchstadt an der Aisch.
Între altele, a scris și un roman istoric, cu titlul Wo bleibt Hitler, Mathilda? (Unde rămâne Hitler, Mathilda?), inspirat din viața tatălui său, Helmut Friedrich Eduard Czoppelt, silvicultor originar din Reghin, care, în 1943, a fost chemat sub arme ca militar în armata Germană (Wehrmacht). După înaintarea spre est a urmat retragerea spre vest și, pe 8 mai 1945, prizonieratul la americani. În acest timp, soția sa, cu cei doi copii minori (unul fiind autorul), a trebuit să se refugieze, a fost prinsă de partizanii polonezi, a stat în prizonierat, a fost deportată.

## Scrieri
- Wo bleibt Hitler, Mathilda?, 2000
- Geschichten zwischen Tag und Traum, Editura Books on Demand GmbH, 2001, ISBN 383112051X ; ISBN 978-3831120512
- Der Lilienprinz - Die Geheimnisse von Knossós, 2002, ISBN 3-8311-3240-2
- Als Ikarus fiel- Balladen Parodien Liebeslyrik Zeitgedichte SF Poesie u.a., 2003, ISBN 3-8311-4750-7
- Der Urlauber - Satirischer Roman aus den Sechziger Jahren, Books on Demand GmbH, Norderstedt, 2004, ISBN 3833410507 ISBN 9783833410505
- OPHELIA oder Die Unbekannte aus der Seine, roman, 2005, ISBN 3-8334-2862-7
- Ullo der Neandertaler - Eine fantastische Familienstory, Books on Demand GmbH, Norderstedt, 2007, ISBN 3833482451 ISBN 9783833482458
- Giraffen am Horizont, 2008,  ISBN 978-3-8370-4827-8
- Tod Auf Santorin, Books on Demand GmbH, Norderstedt, 2009, ISBN 973-38370-3894-1